# Trachyopella pedimera
Trachyopella pedimera är en tvåvingeart som beskrevs av Marshall 1990. Trachyopella pedimera ingår i släktet Trachyopella och familjen hoppflugor. Inga underarter finns listade i Catalogue of Life.